# Eugène Belgrand
Pour les articles homonymes, voir Belgrand.
Eugène Belgrand, né le 23 avril 1810 à Ervy-le-Châtel et mort le 8 avril 1878 à Paris, est un ingénieur français connu pour sa participation aux travaux de rénovation de Paris dans la deuxième moitié du XIXe siècle.

## Biographie
Eugène Belgrand suit une classe de mathématiques spéciales au lycée Louis-le-Grand avec Evariste Galois. Il est polytechnicien (X1829), ingénieur général des ponts et chaussées.
À sa sortie de l'X, Eugène Belgrand choisit l'École nationale des ponts et chaussées comme école d'application, à l’issue de laquelle[réf. souhaitée] il est affecté dans le Puy-de-Dôme, dans la Côte d'Or, puis à Avallon en 1845 et présente dès 1846 à l'Académie des sciences ses études sur la partie supérieure du bassin de la Seine (parues dans les Annales des ponts et chaussées de 1846). Il fait l’hypothèse que la suppression des étangs qui existaient autrefois en grand nombre dans les petites vallées granitiques du Morvan à eu des conséquences désastreuses sur les cours d'eau du pays. Il publie la description de la distribution d'eau d'Avallon en 1849 et la carte géologique de l'arrondissement d'Avallon en 1851. En 1852, il est nommé ingénieur en chef, affecté à la Navigation de la Seine de Paris à Rouen.
En 1854, Eugène Belgrand prend la direction du service des eaux de Paris. Il participe alors à la rénovation de Paris voulue par Napoléon III, mise en œuvre par le baron Haussmann entre 1852 et 1870 sous la direction de Zoroastre Alexis Michal, en compagnie de son confrère Adolphe Alphand et du jardinier Jean-Pierre Barillet-Deschamps. Il est d'abord affecté au service des eaux, puis à la direction des eaux et des égouts où il réalise les adductions de la Dhuis et de la Vanne, le réservoir de Montsouris, et lance la construction des égouts de Paris. On lui doit aussi les réservoirs de Passy.
En 1871, il devient membre de l'Académie des sciences.
Belgrand a aussi fait œuvre en tant qu'historien de Paris, rendant ainsi hommage à ses prédécesseurs fontainiers de la capitale tels que Salomon de Caus et les constructeurs de la Samaritaine du Pont-Neuf dans son ouvrage Mémoire sur les eaux de Paris (5 tome, 1872-1887). Il poursuit ses recherches sur le régime des eaux jusqu'à sa mort subite par apoplexie en 1878.
Il est inhumé au cimetière du Montparnasse dans la 6e division.

## Travaux
Eugène Belgrand introduit dans son ouvrage La Seine (1872) le mot hydrologie dans son sous-titre études hydrologiques. Justifiant que l'étude des phénomènes pluviaux et fluviaux relève d'un ensemble de disciplines scientifiques (géologie, ingénierie, chimie, médecine, physique, agriculture…), il pose alors certaines bases de la science de la circulation de l'eau sur la terre. Il introduit la loi de Dausse (« les pluies de la saison chaude ne profitent pour ainsi dire point aux cours d’eau ») et l'illustre d'exemples. Il analyse l'action des forêts sur le régime des eaux pour noter le rôle bénéfique des espaces boisés dans la lutte contre le ravinement. Bien qu'il évoque le concept d'évapotranspiration des plantes (qu'il nomme perspiration) dans le mécanisme naturel de rétention des eaux en été, il n'en fournit pas une description suffisamment détaillée pour être considérée comme scientifique.
Le projet des égouts de Paris, inspiré de la Cloaca Maxima à Rome, constitue la pièce maîtresse de la transformation de la ville sous l'ère Haussmann. Belgrand doit répondre au cahier des charges établi dans le grand programme adopté par le conseil municipal de Paris le 22 janvier 1855. Belgrand est chargé de modéliser l'hydrométrie à géométrie variable des égouts (saisons, fontaines, évacuations ménagères et industrielles), de développer un système de nettoyage dans les galeries souterraines, ainsi qu'un système de drainage de la nappe d'eau du sous-sol parisien. Chaque rue de la capitale devient équipée d'un égout. Belgrand s'appuie sur l'inclinaison naturelle nord-ouest du terrain parisien pour orienter la circulation générale des eaux dans la ville. De la Concorde à Clichy, le nouveau collecteur d'eau (4,4 m de haut, 5,6 m de large) devient le plus large du monde. Belgrand développe la technologie de curage des égouts, encore d'usage aujourd'hui. Son projet d'égouts pour la capitale s'achève en 1924 avec la dérivation de la Voulzie. Avec 600 kilomètres de galeries, il constitue alors le plus grand réseau d'égouts au monde. Il implémente les fontaines Wallace dans son réseau de distribution des eaux.
Belgrand mène également la construction d'un siphon de 88 mètres de dénivelé à travers la vallée du Cousin (à Avallon), alors un record mondial, pour alimenter la ville en eau potable. Après ce succès, il fut sollicité en divers endroits du pays pour résoudre le problème des eaux, d'abord à Saint Laurent, dans le Jura, puis ce furent Castelnaudary, Rouen, Amiens, Senlis et Rennes.

## Autres fonctions
- 1854-1878 : Directeur du service hydrométrique du bassin de la Seine[2]
- 1867-1878 : Directeur du service des eaux et des égouts de Paris[2]

## Récompenses
- 1871 : Commandeur de la Légion d'honneur[5]

## Principales publications
- La Seine. Le Bassin parisien aux âges antéhistoriques, Paris, Imp. impériale, 1869 [lire en ligne], 2e édition, 1883 (lire en ligne),
  - planches de géologie et de conchyliologie [lire en ligne]
  - planches de paléontologie [lire en ligne]
  - Applications à l'agriculture, 1872 (lire en ligne)
- Les Travaux souterrains de Paris (5 volumes, 1872-1887)
  - 1re partie : les eaux
    - Introduction : les aqueducs romains, 1875 (lire en ligne)
    - 1re section : les anciennes eaux, 1877 (lire en ligne), atlas (lire en ligne)
    - 2e section : les eaux nouvelles, 1882 (lire en ligne), atlas (lire en ligne)

  - 2e partie : les égouts, 3e partie : les vidanges, 1887 (lire en ligne), atlas des égouts de Paris (lire en ligne).
- Étude préliminaire sur le régime des eaux dans le bassin de la Seine (1873)
- Assainissement de la Seine, épuration et utilisation des eaux d'égout : Avant-projet d'un canal d'irrigation à l'aide des eaux d'égout de Paris entre Clichy et la partie nord-est de la forêt de Saint-Germain, département de Seine-et-Oise : Enquête. Rapport des ingénieurs de la ville de Paris, (Eugène Belgrand, Mille, Alfred Durand-Claye) ; Préfecture de la Seine, 4 juillet 1876.
  - Tome 1 : Enquête (lire en ligne)
  - Tome 2 : Annexes [lire en ligne]

### Annales des ponts et chaussées
- Études hydrologiques dans les granites et les terrains jurassiques formant la zone supérieure du bassin de la Seine, dans Annales des ponts et chaussées. Mémoires et documents relatifs à l'art des constructions et au service de l'ingénieur, 1846, 2e semestre, p. 129-183 (lire en ligne)
- Notice sur l'établissement d'une conduite destinée à amener les eaux du ru d'Aillon à Avallon, suivie, de quelques considérations sur les ouvrages en ciment romain, dans Annales des ponts et chaussées. Mémoires et documents relatifs à l'art des constructions et au service de l'ingénieur, 1850, 2e semestre, p. 412-451 (lire en ligne)
- Études hydrologiques dans le bassin de la Seine entre la limite des terrains jurassiques et Paris, dans Annales des ponts et chaussées. Mémoires et documents relatifs à l'art des constructions et au service de l'ingénieur, 1852, 1er semestre, p. 1-228 (lire en ligne)
- Hydrologie - De l'influence des forêts sur l'écoulement des eaux pluviales, dans Annales des ponts et chaussées. Mémoires et documents relatifs à l'art des constructions et au service de l'ingénieur, 1854, 1er semestre, p. 1-27 (lire en ligne)
- Notice sur le régime de la pluie dans le bassin de la Seine, dans Annales des ponts et chaussées. Mémoires et documents relatifs à l'art des constructions et au service de l'ingénieur, 1865, 2e semestre, p. 30-58 (lire en ligne)
- Note sur la fondation de l'égout de la Pépinière à Paris, dans Annales des ponts et chaussées. Mémoires et documents relatifs à l'art des constructions et au service de l'ingénieur, 1866, 2e semestre, p. 309-313 (lire en ligne)
- avec Georges Lemoine, Etude sur le régime des eaux du bassin de la Seine pendant les crues du mois de septembre 1866, dans Annales des ponts et chaussées. Mémoires et documents relatifs à l'art des constructions et au service de l'ingénieur, 1868, 2e semestre, p. 235-312 (lire en ligne)
- avec Georges Lemoine, Note sur l'état probable des eaux courantes du bassin de la Seine dans l'été et l'automne do 1870, dans Annales des ponts et chaussées. Mémoires et documents relatifs à l'art des constructions et au service de l'ingénieur, 1870, 1er semestre, p. 532-546 (lire en ligne)
- Du mélange des eaux courantes au confluent de deux cours d'eau; moyen de l'éviter, dans Annales des ponts et chaussées. Mémoires et documents relatifs à l'art des constructions et au service de l'ingénieur, 1872, 1er semestre, p. 133-135 (lire en ligne)
- Sur les conditions qu'on a dû chercher à réaliser dans le choix de sources destinées à l'alimentation de la Ville de Paris, dans Annales des ponts et chaussées. Mémoires et documents relatifs à l'art des constructions et au service de l'ingénieur, 1873, 1er semestre, p. 315-326 (lire en ligne)
- De l'action de l'eau sur les conduites en plomb, dans Annales des ponts et chaussées. Mémoires et documents relatifs à l'art des constructions et au service de l'ingénieur, 1873, 2e semestre, p. 280-292 (lire en ligne)
- avec Georges Lemoine, Étude de la grande crue de la Seine en mars 1876, dans Annales des ponts et chaussées. Mémoires et documents relatifs à l'art des constructions et au service de l'ingénieur, 1877, 1er semestre, p. 435-475 (lire en ligne)

## Hommages
- Son nom est inscrit sur la tour Eiffel.
- Sa commune natale, Ervy-le-Châtel, fête le bicentenaire de sa naissance le 20 juin 2010.
- Le collège de son village natal porte son nom[7].
- Aurélien Bellanger a choisi de faire du personnage d'Alexandre Belgrand, chargé du projet du Grand Paris au cabinet du président de la République dans le roman Le Grand Paris, un descendant d'Eugène Belgrand.
- Une rue du 20e arrondissement de Paris, la rue Belgrand, porte son nom en son hommage[2], ainsi qu'une rue d'Avallon.